# 대한민국의 코로나19 백신 개발
대한민국의 코로나19 백신 개발은 한국 정부의 코로나19 백신 개발, 배포, 접종에 관한 정보들을 종합한 것이다. 미국에는 초고속 작전이 있지만, 대한민국 정부는 특정한 작전명이 없다.

## 역사
2020년 5월, 빌 & 멀린다 게이츠 재단은 SK바이오사이언스의 코로나19 백신 개발에 360만 달러, 원화로 약 43억 원을 지원했다.
2020년 7월, 정부가 코로나19 백신 태스크포스를 가동했다.
2020년 7월, 국가 임상지원 사업을 공모했다. 제넥신과 SK바이오사이언스이 선정되어 각각 93억 원, 16억 원의 정부 예산을 지원받았다.

## 국산화
2020년 12월 15일, 문재인 대통령이 코로나19 백신을 개발 중인 SK바이오사이언스를 방문해 "코로나 치료제와 백신만큼은 다른 나라가 먼저 개발에 성공하고 우리가 수입할 수 있게 된다 하더라도 끝까지 자체 개발을 성공시켜야 한다는 의지를 가지고 있다"며 "K-방역에 이어 K-바이오가 우리에게 다시 한번 희망과 자부심이 되리라 믿는다"고 말했다.

## 백신 개발
2021년 6월 6일, 식품안전의약처에 승인된 국내 코로나19 백신 임상시험은 다음과 같다.
- SK바이오사이언스, NBP2001(1상)/GBP510(3상)
- 제넥신, GX-19N(3상) (부스터샷 용으로 변경)
- 진원생명과학, GLS-5310(2상)
- 셀리드, AdCLD-CoV19(1·2a상)
- 유바이오로직스, 유코백-19(1·2상)

## 긴급사용승인
2021년 2월 10일, 식약처는 아스트라제네카 백신을 승인한 데 이어 3월 5일에는 화이자 백신도 사용을 승인했다.

## 안정성
일부 국제 언론에서는 치료제나 백신에 대한 기존의 안정성확보를 위한 임상 1,2,3상 시험에 대한 시간적 경과과 5년을 전후하는 점에 비추어 1년이라는 상대적으로 짧은 시간에 코로나 백신사용허가를 받아내는 현 상황에 대해서 신속함의 필요성과 함께 안정성의 신중함과의 균형을 다루는 맥락에서 매우 난감함을 보여주고 있다.

## 비교
각국의 정부주도 백신은 다음과 같다.
- 시노팜, BBIBP-CorV,  중화인민공화국, 2020년 7월 긴급사용승인 시판허가
- 시노백, CoronaVac,  중화인민공화국, 2020년 7월 긴급사용승인 시판허가
- 가말레야 연구소, Gam-COVID-Vac,  러시아, 스푸트니크 V, 2020년 8월 11일 긴급사용승인 시판허가
- 모더나, mRNA-1273,  미국, 2020년 12월 18일 긴급사용승인 시판허가
- 아스트라제네카, AZD1222,  영국, 2020년 12월 21일 긴급사용승인 시판허가
- 바라트 바이오테크, BBV152,  인도, 2021년 1월 긴급사용승인 시판허가

## 같이 보기
- 초고속 작전